# 李平 (乒乓球运动员)
李平（1986年—），天津人，前中国乒乓球运动员，右手横握球拍，两面反胶弧圈打法。

## 生平
早年在河北区业余体校练习乒乓球，1997年进入天津队，后进入国家队，身份多为陪练队员。2009年横滨世乒赛，李平与曹臻合作，获得混合双打冠军。2012年6月29日，在厦门备战伦敦奥运会的国家乒乓球男队与厦门市体育局机关党委共同举办活动。在主教练刘国梁领誓下，张继科、马龙、许昕、郝帅、李平、赵卫星与厦门市体育局10名新党员，进行新党员宣誓。
2014年，李平从国家队退役。2015年，他開始代表卡達出賽。

## 视频
- 【乒乓王国】李平、曹臻专访（上） （页面存档备份，存于）
- 【乒乓王国】李平、曹臻专访（下） （页面存档备份，存于）
- 【乒乓王国】李平专访